# Новосибирский научно-исследовательский институт туберкулёза
Новосибирский научно-исследовательский институт туберкулёза (ННИИТ) — федеральное государственное бюджетное учреждение Министерства здравоохранения Российской Федерации, специализируется на исследованиях и лечении туберкулёза, организации противотуберкулёзной помощи населению в субъектах Сибирского и Дальневосточного федеральных округов. 

## История
Распоряжением Совнаркома СССР от 4 октября 1943 г. № 19533-р был организован Новосибирский научно-исследовательский институт туберкулеза на базе оборудования и персонала Центрального НИИ туберкулёза, эвакуированного из Москвы во время Великой Отечественной войны (в 1941 году) в г. Новосибирск.

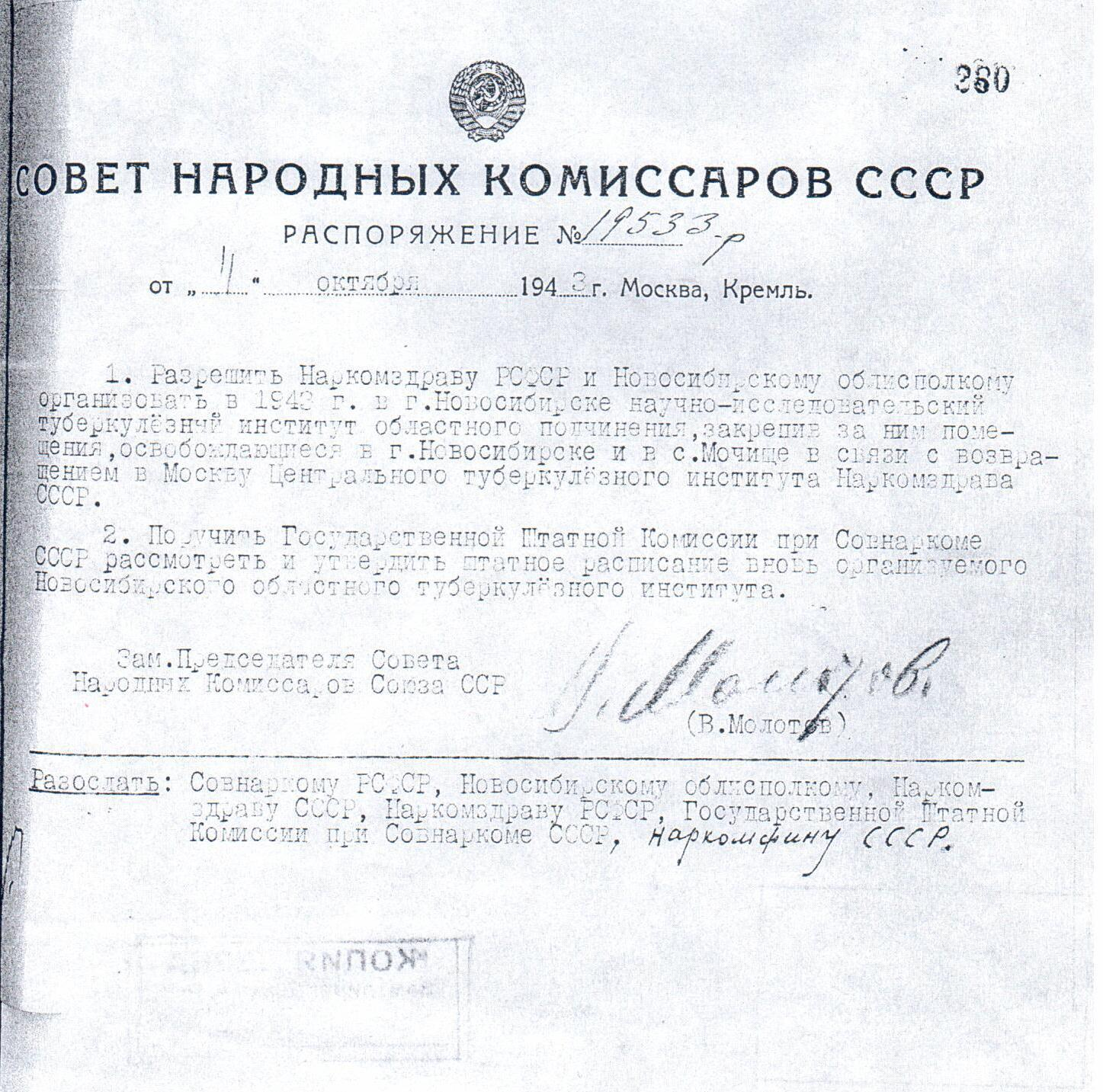
Скан Распоряжения Совнаркома СССР от 4 октября 1943 г. № 19533-р

## Структура
В составе Института:
- Администрация
- Научные подразделения:
  - научно-организационный сектор
  - клинический сектор
  - лабораторно-экспериментальный отдел
- Клинические подразделения:
  - общеклиническое медицинское подразделение
  - приемное отделение
  - туберкулезное легочно-хирургическое отделение
  - операционный блок (4 операционных зала)
  - отделение анестезиологии и реаниматологии с палатами реанимации и интенсивной терапии
  - отделение переливания крови
  - отделение эфферентных методов лечения (гемодиализ, плазмаферез, плазмасорбция, гемосорбция)
  - отделение внелегочных форм туберкулеза
  - отделение для лечения туберкулеза органов дыхания
  - отделение для лечения туберкулеза с множественной лекарственной устойчивостью возбудителя (МЛУ)
  - амбулаторно-консультативное отделение
  - консультативно-диагностический центр Архивная копия от 28 октября 2016 на Wayback Machine
  - отделение лучевой диагностики (включая МСКТ)
  - эндоскопическое отделение (с операционным залом)
  - отделение функциональной диагностики
  - физиотерапевтическое отделение
  - организационно-методический отдел
  - отдел клинико-экспертной работы
  - патологоанатомическое отделение
  - лаборатории:
    - микробиологическая
    - клинико-диагностическая

  - аптека
- Вспомогательные службы:
  - бухгалтерия
  - отдел кадров
  - планово-экономический отдел
  - контрактная служба
  - отдел охраны труда
  - служба безопасности
  - транспортный отдел (гараж)
  - прачечная
  - пищеблок

## Руководство
Первым директором Новосибирского научно-исследовательского института туберкулеза была Александра Аполлоновна Летунова.
В дальнейшем ННИИТ руководили:
- Анна Георгиевна Аминина;
- Рихард Карлович Лозингер;
- Михаил Васильевич Свирежев;
- Борис Николаевич Присс;
- Игорь Григорьевич Урсов;
- Алексей Севастьянович Тарасов.
- Владимир Александрович Краснов
- Наталия Васильевна Ставицкая

## Направления деятельности
ННИИТ осуществляет клиническую, научную, организационно-методическую работу.
Организационно-методическая: ННИИТ создаёт систему эффективного управления фтизиатрической службой 21 субъектов двух федеральных округов РФ:
Сибирский федеральный округ 10: Республика Алтай, Республика Тыва, Республика Хакасия, Алтайский край, Красноярский край, Иркутская область, Кемеровская область, Новосибирская область, Омская область, Томская область.
Дальневосточный федеральный округ 11: Республика Бурятия, Республика Саха-Якутия, Забайкальский край, Камчатский край, Приморский край, Хабаровский край, Амурская область, Магаданская область, Сахалинская область, Еврейская АО, Чукотский АО.
ННИИТ предоставляет эпидемиологические данные и их анализ и прогнозирование в Минздраве России.
Научная: по международным стандартам производятся доклинические, клинические испытания медикаментов и медицинских устройств, проводятся экспериментальные разработки и анализируются профильные научные публикации, разрабатываются программные продукты.
Клиническая: осуществляет все виды диагностики и лечения туберкулёза, включая оказание высокотехнологичной и специализированной медицинской помощи для пациентов из Сибирского и Дальневосточного федеральных округов. В Институте проводится и совершенствуется остеопластическая торакопластика (разновидность экстраплевральной торакопластики) на протяжении 50 лет для больных кавернозным туберкулёзом и противопоказаниями к резекции лёгкого.
ННИИТ является Сотрудничающим Центром Архивная копия от 4 ноября 2016 на Wayback Machine Всемирной организации здравоохранения (RUS-123) по подготовке специалистов по борьбе с туберкулёзом с множественной лекарственной устойчивостью возбудителя с 2010 года.
Бактериологическая лаборатория ННИИТ является Центром передового опыта (NCE-CRL) Сети супранациональных референс-лабораторий ВОЗ Архивная копия от 29 октября 2016 на Wayback Machine (SRLN Архивная копия от 7 ноября 2016 на Wayback Machine) по туберкулёзу.